# Swiss International 2015
Das Swiss International 2015 im Badminton fand vom 15. Oktober bis zum 18. Oktober 2015 in Yverdon-les-Bains, Schweiz, statt.

## Sieger und Platzierte
| Disziplin    | Gold                           | Silber                                          | Bronze                                  |
| ------------ | ------------------------------ | ----------------------------------------------- | --------------------------------------- |
| Herreneinzel | Iskandar Zulkarnain Zainuddin  | Ville Lång                                      | Anand Pawar                             |
| Herreneinzel | Iskandar Zulkarnain Zainuddin  | Ville Lång                                      | Artem Pochtarev                         |
| Dameneinzel  | Nitchaon Jindapol              | Olga Konon                                      | Delphine Lansac                         |
| Dameneinzel  | Nitchaon Jindapol              | Olga Konon                                      | Natalia Koch Rohde                      |
| Herrendoppel | Koo Kien Keat Tan Boon Heong   | Peter Briggs Tom Wolfenden                      | Bodin Isara Nipitphon Puangpuapech      |
| Herrendoppel | Koo Kien Keat Tan Boon Heong   | Peter Briggs Tom Wolfenden                      | Raphael Beck Peter Käsbauer             |
| Damendoppel  | Samantha Barning Iris Tabeling | Pia Zebadiah Variella Aprilsasi Putri Lejarsari | Leanne Choo Nadia Fankhauser            |
| Damendoppel  | Samantha Barning Iris Tabeling | Pia Zebadiah Variella Aprilsasi Putri Lejarsari | Anastasia Chervyakova Olga Morozova     |
| Mixed        | Robert Blair Pia Zebadiah      | Bodin Isara Savitree Amitrapai                  | Ruben Jille Iris Tabeling               |
| Mixed        | Robert Blair Pia Zebadiah      | Bodin Isara Savitree Amitrapai                  | Sudket Prapakamol Saralee Thungthongkam |